# Gliese 637
Gliese 637 (GJ 637 / HIP 82256 / LHS 3242) es una estrella situada en la constelación austral de Apus, el ave del paraíso.
Brilla con magnitud aparente +11,36, por lo que no es observable a simple vista, y se encuentra a 52 años luz del sistema solar.
Gliese 637 es una de las numerosas enanas rojas de nuestro entorno, estrellas de baja masa cuya energía se genera por fusión nuclear del hidrógeno en helio a través de la cadena protón-protón; Próxima Centauri, la estrella más cercana al Sol, es una estrella de esta clase.
La luminosidad bolométrica —considerando todas las longitudes de onda— de Gliese 637 es ligeramente inferior al 1% de la luminosidad solar.
De tipo espectral M0.5, su temperatura efectiva es de 3470 ± 70 K.
Su radio, calculado a partir de su diámetro angular (0,249 ± 0,011 milisegundos de arco), equivale al 43% del radio solar.
Una característica notable de Gliese 637 es su baja metalicidad ([Fe/H] = -0,43), apenas un 37% de la encontrada en el Sol.
Su masa es de 0,41 masas solares, semejante a la de Lalande 21185 o la de la estrella de Kapteyn.
El estudio de la variación en su velocidad radial ha permitido descartar la presencia de objetos con la masa de Júpiter a menos de 1 UA de Gliese 637.